# Mistrzostwa Panamerykańskie w Judo 2011
Mistrzostwa panamerykańskie odbywały się w dniach 1–2 kwietnia 2011 roku w Guadalajarze. W tabeli medalowej tryumfowali judocy z Kuby.

## Klasyfikacja medalowa
Gospodarz zawodów został zaznaczony kolorem.
| Miejsce | Państwo           |    |    |    | Razem |
| ------- | ----------------- | -- | -- | -- | ----- |
| 1       | Kuba              | 8  | 3  | 4  | 15    |
| 2       | Brazylia          | 6  | 5  | 5  | 16    |
| 3       | Stany Zjednoczone | 1  | 3  | 5  | 9     |
| 4       | Argentyna         | 1  | 0  | 4  | 5     |
| 5       | Salwador          | 1  | 0  | 0  | 1     |
| .       | Ekwador           | 1  | 0  | 0  | 1     |
| 7       | Meksyk            | 0  | 3  | 2  | 5     |
| 8       | Kanada            | 0  | 2  | 7  | 9     |
| 9       | Wenezuela         | 0  | 1  | 2  | 3     |
| 10      | Haiti             | 0  | 1  | 0  | 1     |
| 11      | Kolumbia          | 0  | 0  | 5  | 5     |
| 12      | Portoryko         | 0  | 0  | 1  | 1     |
| Razem   | Razem             | 18 | 18 | 35 | 71    |

## Medaliści

### Mężczyźni
| Konkurencja: | Złoto:            | Srebro:            | Brąz:                                   |
| −55 kg       | Fredy López       | Youssef Youssef    | Hernán Birbrier Yordi Villegas          |
| −60 kg       | Felipe Kitadai    | Nabor Castillo     | Antonio Betancourt Frazer Will          |
| −66 kg       | Leandro Cunha     | Ricardo Valderrama | Ángelo Gómez Michal Popiel              |
| −73 kg       | Bruno Mendonça    | Ronald Girones     | Nicholas Delpopolo Nick Tritton         |
| −81 kg       | Leandro Guilheiro | Travis Stevens     | Emmanuel Lucenti Antoine Valois-Fortier |
| −90 kg       | Asley González    | Alexandre Émond    | José Camacho Rodrigo Luna               |
| −100 kg      | Oreidis Despaigne | Leonardo Leite     | Cristian Schmidt Kyle Vashkulat         |
| ponad 100 kg | Óscar Brayson     | Rafael Silva       | Orlando Baccino Luis Salazar            |
| Drużynowo    | Brazylia          | Stany Zjednoczone  | Kolumbia Kuba                           |

### Kobiety
| Konkurencja: | Złoto:              | Srebro:           | Brąz:                                |
| −44 kg       | Diana Cobos         | Silvia González   | Alexa Liddie                         |
| −48 kg       | Paula Pareto        | Dayaris Mestre    | Taciana Cesar Edna Carrillo          |
| −52 kg       | Yanet Bermoy        | Linouse Desravine | Angelica Delgado Érika Miranda       |
| −57 kg       | Yurisleidys Lupetey | Marti Malloy      | Joliane Melançon Rafaela Silva       |
| −63 kg       | Yaritza Abel        | Mariana Silva     | Christal Ransom Myriam Lamarche      |
| −70 kg       | Onix Cortés         | Maria Portela     | Yuri Alvear Kelita Zupancic          |
| −78 kg       | Kayla Harrison      | Mayra Aguiar      | Yalennis Castillo Anny Cortés        |
| ponad 78 kg  | Idalys Ortíz        | Vanessa Zambotti  | Maria Suelen Altheman Melissa Mojica |
| Drużynowo    | Brazylia            | Kuba              | Wenezuela Kolumbia                   |